# Красницкий (Тульская область)
Красницкий — бывший посёлок в Богородицком районе Тульской области. Ныне микрорайон посёлка Бегичевский

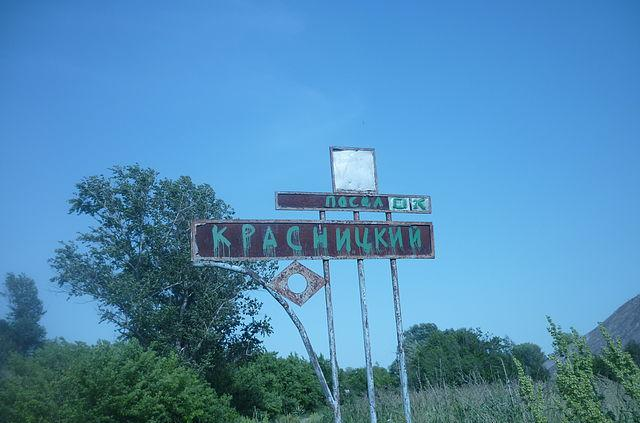
Въезд в посёлок

## География
Посёлок расположен в 15 км к востоку от Богородицка, в 18 км от железнодорожной станции Жданка (на линии Ожерелье — Елец). На территории микрорайона находится исток некогда полноводной реки Большая Сукромка, ширина которой в Богородицком районе в настоящее время не превышает двух метров (за исключением карьерных разливов).

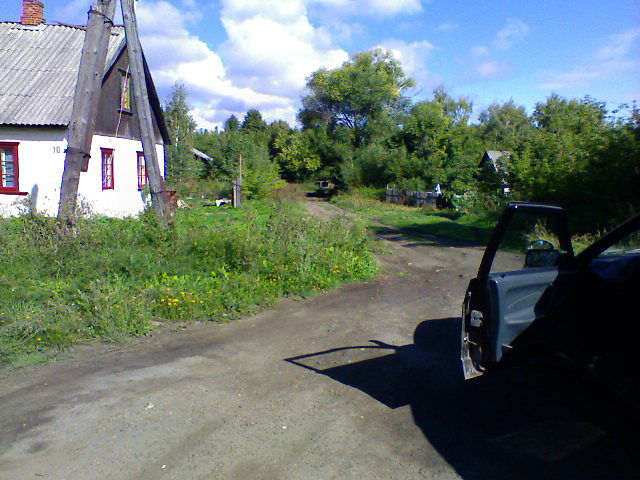
Перекрёсток на улицах Свободы и Победы

## История
Указом Президиума Верховного Совета РСФСР посёлок при шахте № 2 Богородицкого района отнесен к категории рабочих поселков с присвоением ему наименования Красницкий. В черту рабочего поселка включены поселки шахт № № 3, 2-3 и населённый пункт Красницы.
В 1979 году указом ПВС РСФСР рабочий посёлок Красницкий преобразован в сельский населённый пункт.
После закрытия шахт посёлок стало массово покидать население. В настоящее время представляет собой «город-призрак».

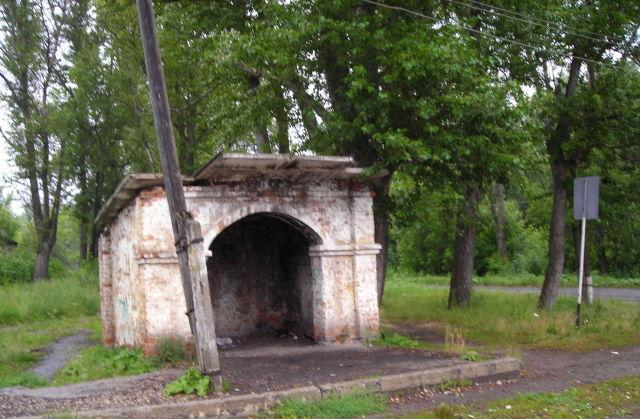
Красницкая автостанция

## Население
| 1959 | 1970  | 1979  |
| ---- | ----- | ----- |
| 4391 | ↘2913 | ↘1370 |